# Гвинея-Бисау на летних Олимпийских играх 2000
Гвинея-Бисау принимала участие в Летних Олимпийских играх 2000 года в Сиднее (Австралия) во второй за свою историю, но не завоевала ни одной медали. Страну представляли два мужчины и одна женщина, участвовавшие в соревнованиях по вольной борьбе и лёгкой атлетике.

## Борьба
Спортсменов — 1
Вольный стиль
| Спортсмен     | Категория | Групповой турнир                           | 1/4 финала           | 1/2 финала           | Финалы               |
| Спортсмен     | Категория | Соперник и результат                       | Соперник и результат | Соперник и результат | Соперник и результат |
| ------------- | --------- | ------------------------------------------ | -------------------- | -------------------- | -------------------- |
| Талата Эмбало | 58 кг     | Алиреза Дабир Пор 0:4 Гиви Сисаури Пор 0:4 | Не прошёл            | Не прошёл            | Не прошёл            |

## Лёгкая атлетика
Спортсменов — 2
Мужчины
| Спортсмен          | Вид   | Забег          | Забег | Четвертьфинал | Четвертьфинал | Полуфинал | Полуфинал | Финал     | Финал     |
| Спортсмен          | Вид   | Результат      | Место | Результат     | Место         | Результат | Место     | Результат | Место     |
| ------------------ | ----- | -------------- | ----- | ------------- | ------------- | --------- | --------- | --------- | --------- |
| Фернандо Арлете II | 100 м | не финишировал | -     | Не прошёл     | Не прошёл     | Не прошёл | Не прошёл | Не прошёл | Не прошёл |

Женщины
| Спортсмен   | Вид   | Забег     | Забег | Полуфинал | Полуфинал | Финал     | Финал     |
| Спортсмен   | Вид   | Результат | Место | Результат | Место     | Результат | Место     |
| ----------- | ----- | --------- | ----- | --------- | --------- | --------- | --------- |
| Анхель Капе | 800 м | 2.17,05   | 7     | Не прошла | Не прошла | Не прошла | Не прошла |